# Nikołaj Brajczenko
Nikołaj Wiktorowicz Brajczenko (ros. Николай Викторович Брайченко; ur. 15 października 1986 w Szczuczinsku) – kazachski biathlonista, uczestnik mistrzostw świata w biathlonie oraz zimowych igrzysk olimpijskich.
Starty w Pucharze Świata rozpoczął zawodami w Lahti w roku 2007 zajmując 82. miejsce w biegu indywidualnym na 20 km. Najlepszy wynik w Pucharze Świata osiągnął w 2010 w Pokljuce zajmując 45. miejsce w biegu indywidualnym na 20 km.

## Osiągnięcia

### Zimowe Igrzyska Olimpijskie
| Rok  | Miejscowość | Konkurencje | Konkurencje | Konkurencje | Konkurencje | Konkurencje | Konkurencje | Konkurencje |
| Rok  | Miejscowość | IN          | SP          | PU          | MS          | RL          | MR          | SR          |
| ---- | ----------- | ----------- | ----------- | ----------- | ----------- | ----------- | ----------- | ----------- |
| 2010 | Vancouver   | –           | 84.         | –           | –           | –           | –           | –           |

### Mistrzostwa świata
| Rok  | Miejscowość     | Konkurencje | Konkurencje | Konkurencje | Konkurencje | Konkurencje | Konkurencje | Konkurencje |
| Rok  | Miejscowość     | IN          | SP          | PU          | MS          | RL          | MR          | SR          |
| ---- | --------------- | ----------- | ----------- | ----------- | ----------- | ----------- | ----------- | ----------- |
| 2011 | Chanty-Mansyjsk | –           | –           | –           | –           | 22.         | –           | –           |